# فروم رومی (مریدا)
فروم رومی (انگلیسی: Roman Forum) منطقه‌ای باستان‌شناسی در شهر مِریدا، اسپانیا است. این مکان، فضای عمومی اصلی شهر رومی آگوستا امریتا بود؛ شهری که در سال ۲۵ پیش از میلاد به‌دست امپراتور آگوستوس بنیان‌گذاری شد. این شهر دارای فروم دیگری به‌نام فروم استانی رومی نیز بود که در سال ۵۰ میلادی ساخته شد. این محوطه، به همراه سایر سایت‌های باستانی شهر، در سال ۱۹۹۳ در فهرست میراث جهانی یونسکو ثبت شد.
مریدا، یا همان آگوستا امریتا به زبان لاتین، روزگاری پایتخت استان امپراتوری لوسیتانیا بود؛ استانی که بیشتر بخش‌های پرتغال و همچنین مناطق غربی و مرکزی اسپانیا را دربر می‌گرفت. این شهر بسیاری از عناصر رایج در شهرهای رومی را در خود جای داده است: ساختمان‌هایی مانند تئاترها، معابد، فروم‌ها و میدان‌های نبرد. بقایای باستانی مریدا با گذشت تقریباً دوهزار سال هنوز تا حد زیادی سالم باقی مانده‌اند. مریدا بیش از هر شهر دیگری در اسپانیا، آثار مهم به‌جامانده از دوران روم باستان را حفظ کرده است.

## ساختمان‌ها
- معبد دیانا: با وجود نامی که هنگام کشف به آن داده شد، این معبد در واقع به فرقه امپراتوری اختصاص داشت. این بنا در دوران آگوستوس از گرانیت محلی ساخته شد و بعدها بخشی از آن برای ساخت کاخ کُنت کوربوس مجددا استفاده شد.
- معبد مارس: معبدی که همانند معبد دیانا به فرقه امپراتوری وقف شده بود.
- رواق: این سازه نزدیک معبد دیانا قرار دارد و در قرن اول میلادی ساخته شده است. بنا شامل ساختمانی دارای رواق‌هایی است که در دیوار آن طاقچه‌هایی برای نگهداری تندیس‌ها تعبیه شده بود. رواق در قرن بیستم مرمت شد و آثار کشف‌شده در این محل اکنون در «موزه ملی هنر رومی» به نمایش درآمده‌اند.
- کلیسای جامع: کلیسای روم باستان که روبه‌روی معبد دیانا قرار دارد.
- حمام رومی